# Tahikardija
Tahikardija je naziv za povećanje broja otkucaja srca (srčana frekvencija) iznad fiziološke granice. Kod čovjeka fiziološka granica ovisi o životnoj dobi, a kod odraslih ljudi ona iznosi više od 100 otkucaja u minuti. 
Povećanje srčane frekvencije može biti dio fizioloških pojava u tijelu čovjeka. Primjeri toga su tahikardija kao posljedica pojačanih metaboličkih potreba (npr. fizički napor),  posljedica pada krvnog tlaka (refleksna tahikardija) ili tahikardija kao posljedica stimulacije srce izravno živcima i hormonima simpatičkog živčanog sustava (npr. kod psihičke napetosti ili straha). Tahikardija može nastati i zbog patoloških procesa srca ili patološki procesa koje primarno ne zahvaćaju srce (npr. endokrini poremećaji, poremećaji ravnoteže elektrolita).
Tahikardije se mogu podijeliti u:
- sinusna tahikardija - tahikardije najčešće nastale u sklopu normalnih fizioloških proces (napor), ili kao kompenzacija posljedica (npr. anemija, hipovolemija, hipotenzija), ili kao posljedica patoloških procesa (npr. hipertireoza)
- ventrikularna tahikardija - patološke aritmije srca kojih je uzrok u mišićju klijetke srca
- supraventrikularna tahikardija - patološke aritmije srce kojih je uzrok u srca, ali nije u mišićju klijetke srca (ima izuzetaka zbog tradicionalnih razloga)

Posebna podjela tahikardija je one prema širini QRS kompleksa, odnosno prema tome da li je na EKG snimku QRS kompleks duži ili kraći od 120 mili sekundi (0,12sek):
- tahikardije uskih QRS kompleksa
- tahikardije širokih QRS kompleksa

Najčešće tahikardije širokih QRS kompleksa su ventrikularne tahikardije, a uskih QRS kompleksa supraventrikularne tahikardije, iako ima izuzetaka što je važno za kliničku praksu.
Za liječenje patoloških tahikardija srca, koriste se lijekovi iz skupine antiaritmika, postupci sinkronizirane elektrokardioverzije, te reanimacijski postupci.
|  | Molimo pročitajte upozorenje o korištenju medicinskih informacija. Ne provodite liječenje bez savjetovanja s liječnikom! |